# آروس وسکانیان
آروس تیگرانی وُسکانیان (ارمنی: Արուս Տիգրանի Ոսկանյան؛ ؛ ۲۸ آوریل ۱۸۸۹ – ۲۰ ژوئیهٔ ۱۹۴۳) یک بازیگر اهل ارمنستان بود. 

## زندگی‌نامه
وی در ۲۸ آوریل ۱۸۸۹ در کنستانتینوپل به دنیا آمد . وسکانیان در فرهنگستان دولتی تئاتر سوندوکیان فعالیت می‌کرد.  وی همچنین برندهٔ جوایزی همچون هنرمند شایسته ارمنستان شوروی و هنرمند مردمی ارمنستان شوروی شده است.وی در ۲۰ ژوئیهٔ ۱۹۴۳ در سن ۵۴ سالگی در ایروان درگذشت.

## نگارخانه

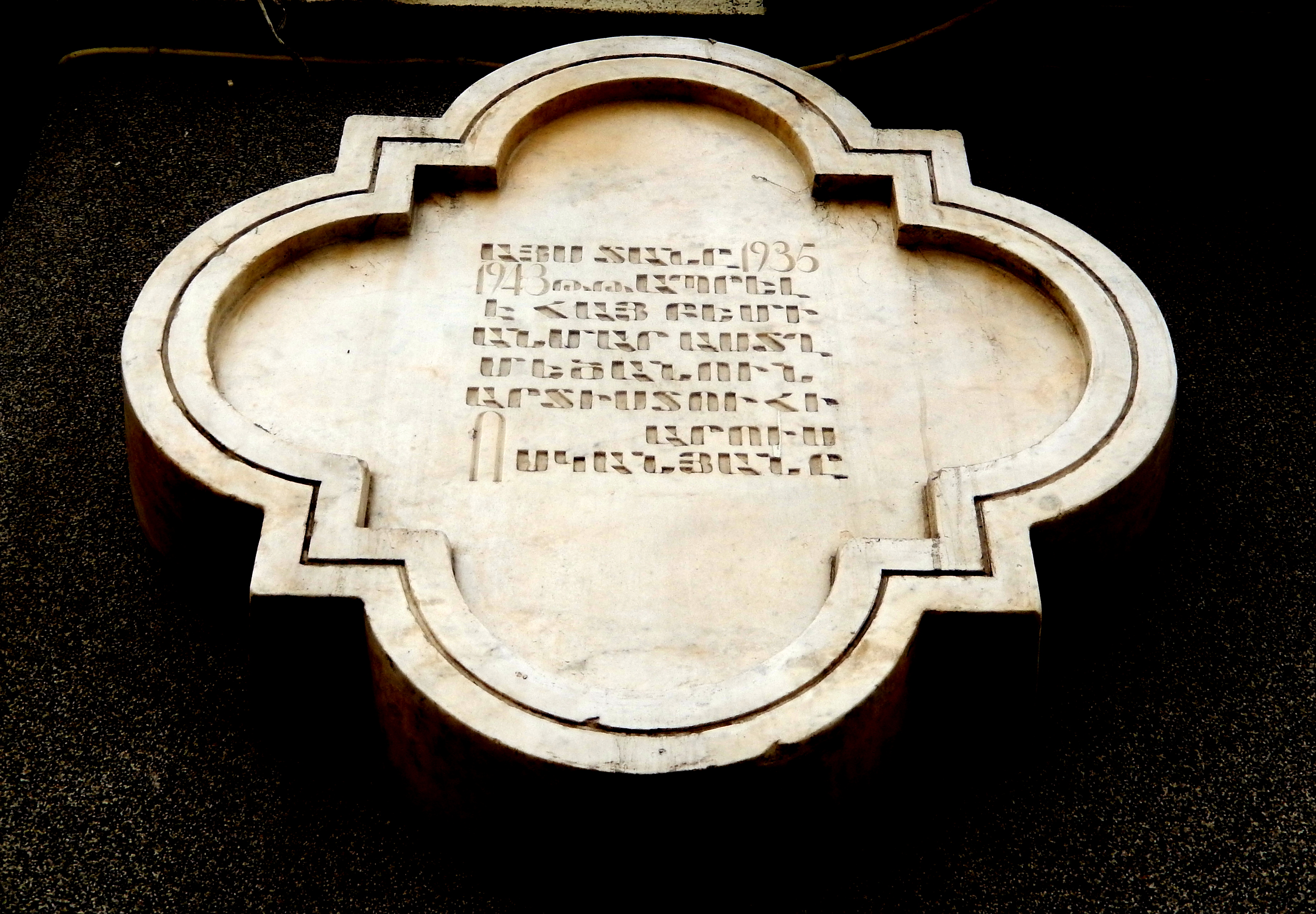